# Чхенкели, Иван Ноевич
Чхенке́ли Иван Ноевич (груз. ივანე ნოეს ძე ჩხენკელი; 16(29) сентября 1910 года, Батуми — 7 ноября 1991 года, Тбилиси) — грузинский советский архитектор, заслуженный деятель искусств Грузинской ССР (1961).

## Биография
Окончил Тбилисский инженерно-строительный институт (1933).
С 1944 года преподавал в Тбилисской академии художеств. Член ВКП(б) с 1945.
С 1959 по 1972 год — главный архитектор Тбилиси, с 1962 — председатель правления Союза архитекторов Грузии.
Реализованные проекты, в основном, в Тбилиси: жилые дома (на проспекте Давида Строителя, 1950, и др.), реконструкция Дома связи на Проспекте Руставели (1954), Концертный зал Грузинской государственной филармонии (1971). Новые кварталы Рустави.
Государственная премия Грузинской ССР им. Ш. Руставели (1973). Награжден 2 орденами, а также медалями.
Похоронен в пантеоне Дидубе.